# Parteinahe Stiftungen von Bündnis 90/Die Grünen
Die Partei Bündnis 90/Die Grünen (Grüne) verfügt über mehrere parteinahe Stiftungen.

## Bundesebene

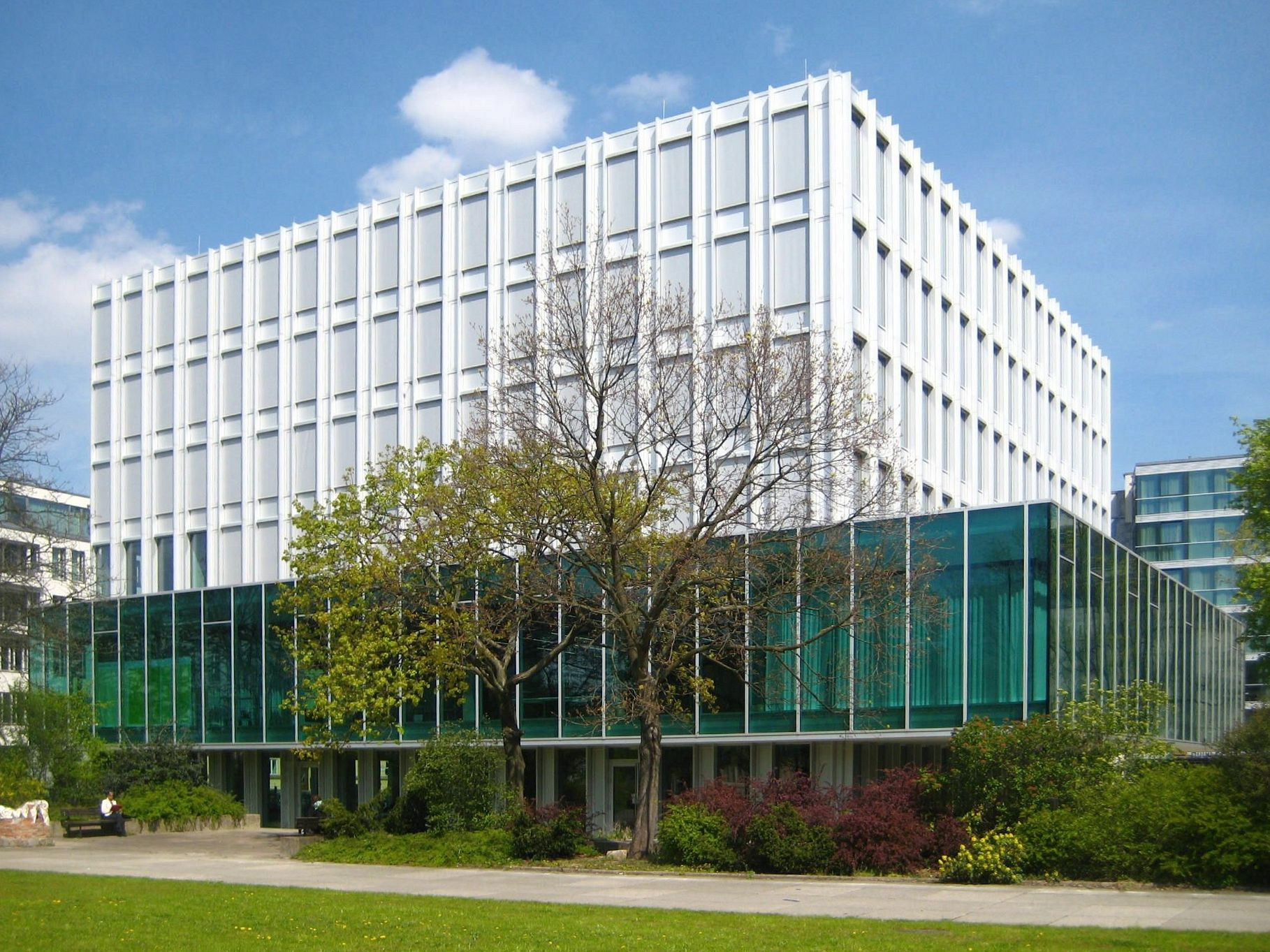
Zentrale der Heinrich-Böll-Stiftung in Berlin-Mitte

Die Heinrich-Böll-Stiftung (hbs) ist eine politische Stiftung auf Bundesebene mit Sitz in Berlin, die der Partei Bündnis 90/Die Grünen nahesteht. Sie ist nach dem Schriftsteller und Literaturnobelpreisträger Heinrich Böll benannt.

## Landesebene
In allen 16 deutschen Bundesländern existieren rechtlich selbstständige parteinahe Landesstiftungen, bei denen es sich überwiegend um eingetragene Vereine handelt. Diese haben alle den Namensbestandteil „Heinrich-Böll-Stiftung“, wobei die meisten der Landesstiftungen bereits vor der 1996 gegründeten Bundesstiftung entstanden.
In der Satzung der Bundesstiftung heißt es über die Landesstiftungen:

„Die Landesstiftungen fördern die Ziele der Stiftung auf der Ebene der Bundesländer. Sie sind ein konstituierendes Element der föderalen Bundesstiftung und beteiligen sich an der Konzeptentwicklung und an der Verwirklichung der Satzungszwecke der Bundesstiftung. (§ 11a Landesstiftungen)“

Des Weiteren ist geregelt, dass es in jedem Bundesland nur eine Landesstiftung der Heinrich-Böll-Stiftung geben kann und dass diese von der Bundesstiftung als solche anerkannt wird und deren Satzungszwecke teilt. Die Bundesstiftung stellt den Landesstiftungen für eine föderal ausgerichtete politische Bildungsarbeit Globalmittel aus dem Haushalt des Bundesministeriums des Innern zur Verfügung, wozu von Fall zu Fall auch Projektmittel gehören.
In das oberste beschlussfassende Gremium der Heinrich-Böll-Stiftung, die Mitgliederversammlung, entsendet jede Landesstiftung einen stimmberechtigten Vertreter; die Landesstiftungen haben in der Mitgliederversammlung somit 16 der insgesamt 49 Stimmen.

## Stiftungen auf Landesebene
| Name | Vorläufer                                                                                         | Sitz              | Gründungsdatum    | Anmerkungen und Quellen |
| --- | ------------------------------------------------------------------------------------------------- | ----------------- | ----------------- | --- |
| Heinrich Böll Stiftung Baden-Württemberg                                                                       | E.-F.-Schumacher-Gesellschaft für politische Ökologie e.V                                         | Stuttgart         | 1986              | [ 3 ] |
| Petra-Kelly-Stiftung, Bayerisches Bildungswerk für Demokratie und Ökologie in der Heinrich-Böll-Stiftung e. V. |                                                                                                   | München           | 19. Januar 1997   | [ 4 ] |
| Bildungswerk Berlin der Heinrich-Böll-Stiftung                                                                 | Bildungswerk für Demokratie und Umweltschutz e. V.                                                | Berlin            | 1982              | [ 5 ] |
| Heinrich-Böll-Stiftung Brandenburg für Ökologie, Demokratie und Soziales e. V.                                 | Brandung – Werkstatt für politische Bildung (1990) Heinrich-Böll-Stiftung Brandenburg (1999–2020) | Potsdam           | 2021              | Am 25. Mai 2020 stellte der Verein einen Insolvenzantrag. „Hintergrund für die heftige finanzielle Schieflage … eine Expansion der Stiftungsarbeit, die vor allem auf Projekten mit Drittmitteln fußte“. Zu dieser Misere kam, bedingt durch die Corona-Krise, der Ausfall fast aller geplanten Veranstaltungen. „Der Trägerverein der brandenburgischen Böll-Stiftung müsse daher abgewickelt werden …“ |
| Heinrich Böll-Stiftung Bremen                                                                                  | Bildungswerk Umwelt und Kultur                                                                    | Bremen            | 1984              | [ 9 ] |
| Heinrich-Böll-Stiftung Hamburg                                                                                 | Verein für Arbeit, Umwelt und Kultur                                                              | Hamburg           | 1984              | [ 10 ] |
| Heinrich-Böll-Stiftung Hessen                                                                                  | Hessische Gesellschaft für Demokratie und Ökologie e. V.                                          | Frankfurt am Main | 1992              | [ 11 ] |
| Heinrich Böll Stiftung Mecklenburg-Vorpommern                                                                  | Stiftungsverband „Regenbogen“                                                                     | Rostock           | 1996              | [ 13 ] |
| Stiftung Leben & Umwelt / Heinrich-Böll-Stiftung Niedersachsen                                                 |                                                                                                   | Hannover          | 1983              | Das Bildungswerk ist eine eingetragene Stiftung des BGB. |
| Heinrich Böll Stiftung NRW                                                                                     | Ökologie-Stiftung NRW                                                                             | Düsseldorf        | 3. Dezember 1991  | [ 16 ] |
| Heinrich Böll Stiftung Rheinland-Pfalz                                                                         |                                                                                                   | Mainz             |                   | [ 17 ] |
| Heinrich-Böll-Stiftung Saar                                                                                    |                                                                                                   | Saarbrücken       |                   | [ 18 ] |
| Weiterdenken – Heinrich-Böll-Stiftung Sachsen e. V.                                                            |                                                                                                   | Dresden           | 1992              | Weiterdenken ist Kulturpartner der Redaktion Religion und Gesellschaft des Mitteldeutschen Rundfunks. |
| Heinrich-Böll-Stiftung Sachsen-Anhalt                                                                          |                                                                                                   | Halle (Saale)     | 27. November 1992 | [ 21 ] |
| Heinrich-Böll-Stiftung Schleswig-Holstein                                                                      | Bildungswerk „anderes lernen“                                                                     | Kiel              |                   | [ 22 ] |
| Heinrich-Böll-Stiftung Thüringen                                                                               |                                                                                                   | Erfurt            | 1992              | [ 23 ] |